# Marcel Dieulafoy
Auguste Marcel Dieulafoy, född 3 augusti 1844, död 25 februari 1920, var en fransk arkeolog.
Dieulafoy företog 1881 och 1885 resor i Persien, under vilka han företog betydande utgrävningar, framför allt i Susa. Resultaten av hans resor publicerades i det omfattande verket L'art antique de la Perse (5 band, 1884-89). Om de arkeologiskt viktiga upptäckterna i Susa utom även monografin L'acropole de Suse (1890-92). Dessutom har Dieulafoy utgett monografier över Cervantes och andra spanska författare samt La satuaire polychrome en Espagne (1908) samt Espagne et Portugal (1913). 
Dieulafoys hustru, Jane Dieulafoy, var även hon en känd arkeolog.